# Mk I Matilda
Il Mk I Matilda I, più noto solamente come Matilda e designato A11 dallo Stato Maggiore Generale britannico, è stato un carro armato leggero da supporto fanteria progettato dal Regno Unito della seconda metà degli anni trenta, il primo del suo genere. Concepito sotto l'influenza dei fatti della prima guerra mondiale, dette una prova piuttosto scadente durante il primo anno della seconda guerra mondiale: radiato dalla prima linea, ricoprì compiti d'addestramento in patria.

## Storia
Durante gli inizi degli anni trenta, basandosi sulle esperienze maturate nella prima guerra mondiale sull'uso degli innovativi carri armati, in Gran Bretagna venne costruita una nuova dottrina bellica che prevedeva di sostituire ai mostri a forma di losanga allora in uso, dai movimenti pachidermici e poco corazzati, due tipi fondamentali di blindati: il cruiser tank e l'infantry tank. Il primo avrebbe rappresentato la massa di manovra di una divisione corazzata, caratterizzato da alte prestazioni velocistiche e un armamento in grado di distruggere un carro armato avversario; il suo compito precipuo, comunque, sarebbe stato quello di seminare il caos nelle retrovie. Il secondo modello, pesantemente corazzato, avrebbe preceduto le fanterie avanzanti verso linee fortificate per proteggerle dal fuoco avversario e controbattere con la dotazione offensiva di bordo.
Questo pensiero tattico era dunque fortemente influenzato dai recenti avvenimenti bellici, che avevano provocato stragi immani a fronte di risultati spesso sterili o addirittura nulli; d'altronde gli ufficiali responsabili della nuova arma corazzata applicarono quello che avevano visto o imparato al fronte in Francia, senza aggiornare le loro teorie a quelle prospettive, già elaborate, che consacravano il carro armato quale supremo strumento offensivo.

### Sviluppo
Nell'aprile 1934 il generale sir Hugh Elles (veterano appartenente al Royal Tank Corps) propose allo Stato Maggiore Generale dell'esercito britannico un piano per un carro armato da fanteria ben protetto, armato di una mitragliatrice e caratterizzato da una velocità massima paragonabile a quella delle truppe lanciate all'attacco: dopo alcune discussioni l'idea fu accettata e fu contattata la Vickers-Armstrongs, esperta nel settore, per realizzare un prototipo. Il nuovo incarico dovette essere portato avanti con il vincolante ordine di mantenere in ogni modo i costi, vista la precarietà che dalla crisi del 1929 affliggeva la situazione finanziaria: Carden decise dunque di impiegare estesamente componenti meccaniche già in circolazione, oppure prodotte dalle sue stesse fabbriche. I lavori furono affidati alla stessa squadra tecnica che aveva concepito il Vickers 6-Ton ed ebbero inizio nel 1935; durarono fino a buona parte del 1936, quando a settembre la Vickers consegnò un modello guida la cui designazione progettuale era A11 mentre la sigla ufficiale recitava Tank, Infantry, Mk I, Matilda: il nome Matilda, uguale a quello di un'oca di un popolare cartone animato dell'epoca, fu scelto rifacendosi al commento di un ufficiale che presenziava ai collaudi, il quale aveva osservato che il movimento ondeggiante del carro ricordava la tipica andatura delle anatre. Un'altra fonte, invece, afferma che Matilda fosse il nome in codice scelto dallo stesso Carden per indicare il mezzo.
Nel 1936 iniziò lo sviluppo di un altro carro da fanteria che mantenne il soprannome, perciò venne introdotta una numerazione romana progressiva: l'originale Matilda divenne così il "Matilda I" e il nuovo mezzo "Matilda II", evitando confusioni nell'identificazione, peraltro visivamente molto facile in quanto il Matilda II era uguale al suo predecessore solo nel nome.

### Produzione
Un primo lotto di sessanta unità venne ordinato nell'aprile 1937: i comandi britannici erano consapevoli che il mezzo non rappresentava certo un eccellente risultato ma la necessità di disporre di una forza corazzata, detatta dall'inquietante politica del Terzo Reich di Adolf Hitler, fece passare sopra alle manchevolezze del progetto, comunque già visto come transitorio; inoltre l'esperienza con il Matilda sarebbe risultata utile per modellare e perfezionare la dottrina sui corazzati. La Vickers-Armstrongs attese alla produzione del Matilda ma non è chiaro quando la linea d'assemblaggio venne chiusa: due fonti riportano l'agosto 1940 e un totale di 140 esemplari mentre altre pongono la fine della produzione genericamente nel 1940, concordando comunque sul complesso di mezzi consegnati.
Le unità costruite nell'ultimo periodo di produzione furono equipaggiate con una mitragliatrice Vickers da 12,7 mm, che garantiva qualche chance sulle brevi distanze contro i veicoli dotati di corazze leggere (1.500 cartucce trasportabili).

### Impiego operativo

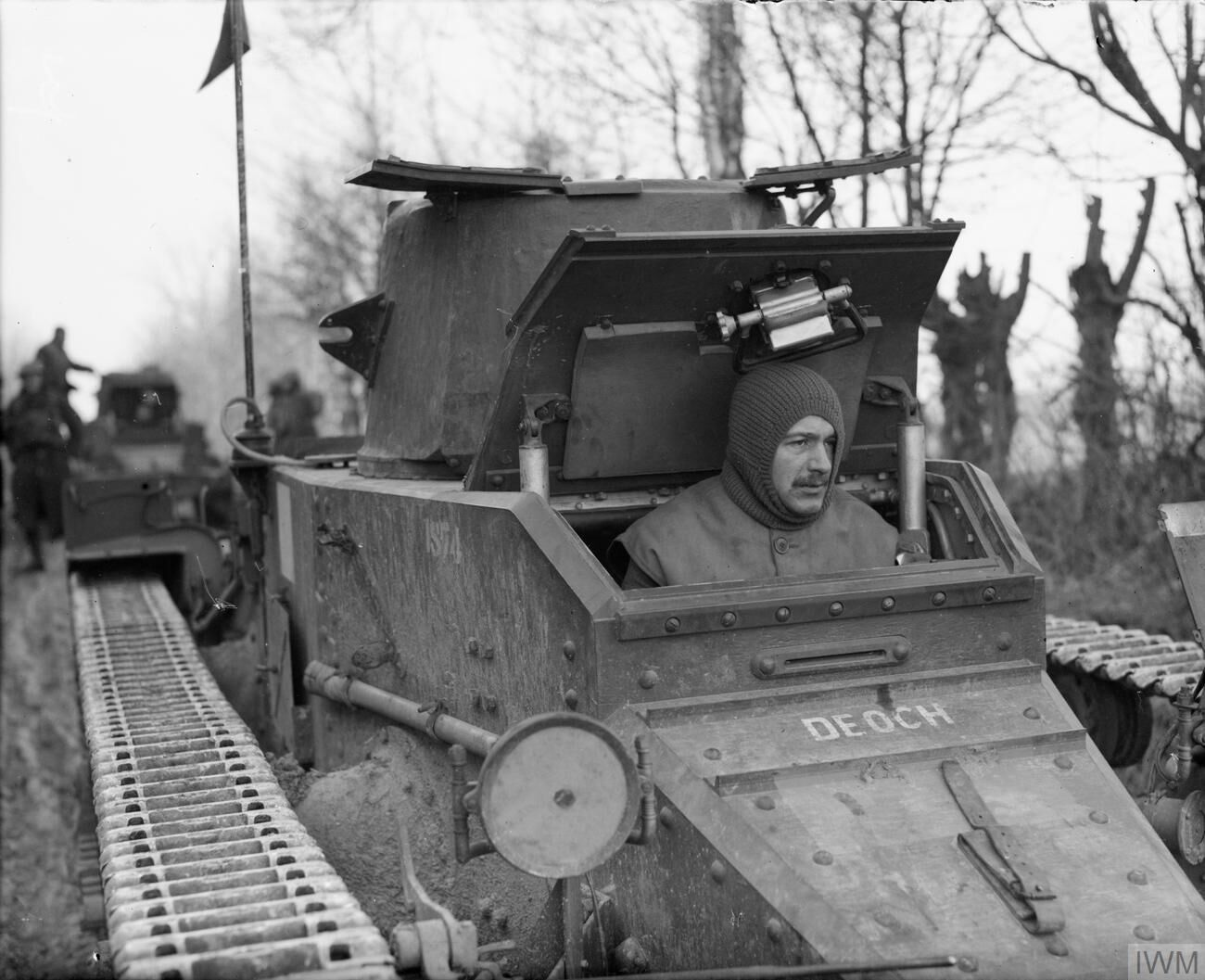
Un Matilda del 4º reggimento in Francia: l'immagine rivela con chiarezza quanto fosse angusto l'interno e sporgente la meccanica

Nel 1938 i Matilda I vennero temporaneamente organizzati in tre battaglioni di carri da supporto inseriti nella 1ª brigata carri; al 1º settembre 1939 erano disponibili sessantacinque esemplari. Fin dall'inizio del conflitto il Regno Unito inviò un BEF sul continente per appoggiare la Francia: nel corpo di spedizione era compresa anche la 1ª brigata che nel maggio 1940, al momento dell'offensiva tedesca, contava settantasette Matilda I suddivisi tra il 4º e il 7º reggimenti. Una fonte però smentisce questo dato e riporta che i Matilda I fossero in numero di ventitré.
Il battesimo del fuoco si verificò durante la battaglia di Arras, alla quale parteciparono cinquantotto Matilda I; i mezzi, affiancati da alcuni Matilda II, dimostrarono una grande resistenza ai PaK 36 da 37 mm in dotazione ai reparti anticarro e ai blindati della 7. Panzer-Division, tanto che solo l'intervento dei cannoni antiaerei FlaK 88 o di grandi obici riuscì a fermarli: al termine dello scontro, i britannici constatarono l'insuffucienza di un armamento su sole mitragliatrici e la maggior efficienza dei Matilda II. Successivamente i Matilda I superstiti combatterono attorno alla sacca di Dunkerque per coprire la ritirata del BEF, e alla fine della campagna a giugno 97 esemplari erano stati perduti. Il resto dei Matilda non fu più utilizzato in prima linea, neppure in teatri di secondaria importanza, e rimasero in Inghilterra per il resto della guerra nelle scuole di addestramento. I carri abbandonati in Francia furono catturati dai tedeschi che però non li reimpiegarono, riconoscendone l'obsolescenza e i superati criteri costruttivi.

## Caratteristiche
L'A11 Matilda era un carro dalla forma peculiare, un corto scafo squadrato, stretto e con tendenza a rastremare, sormontato da una piccola torretta e con il treno di rotolamento decisamente sporgente dalle fiancate Si componeva di otto piccole ruote doppie non gommate, raggruppate da due grandi carrelli articolati; tra questi e i loro perni erano inserite due sospensioni a balestra sprovviste di ammortizzatori. Sopra i carrelli, assicurati allo stesso sostegno, erano fissati due doppi rulli di medio diametro che servivano a sorreggere i cingoli, larghi 290 mm e formati da 116 maglie con una guida centrale a dente; la porzione che rimaneva contatto con il suolo era lunga 2,82 metri. La ruota motrice era posizionata in fondo al treno d'appoggio e quella di rinvio era anteriore.
Sistemato nel vano posteriore si trovava un motore Ford a 8 cilindri a V erogante 70 hp a 2.800 giri al minuto oppure a 3.300 giri al minuto: la sua origine commerciale, così come quella della trasmissione, non lo facilitava certo nel movimentare un carro armato. Il cambio Fordson contava quattro velocità più una retromarcia. Il serbatoio associato poteva contenere fino a 190 litri di benzina e garantiva un'autonomia massima su strada di 130 chilometri, ma il raggio operativo su terreni rotti, la superficie che il veicolo avrebbe più spesso percorso in virtù del suo ruolo, non è nota. La velocità di punta arrivava a stento ai 13 km/h, paragonabile dunque a quella della fanteria a piedi come richiesto; fuoristrada essa cadeva a 9 km/h massimi. Il consumo di carburante si attestava sui 147 litri ogni 100 chilometri di percorrenza.

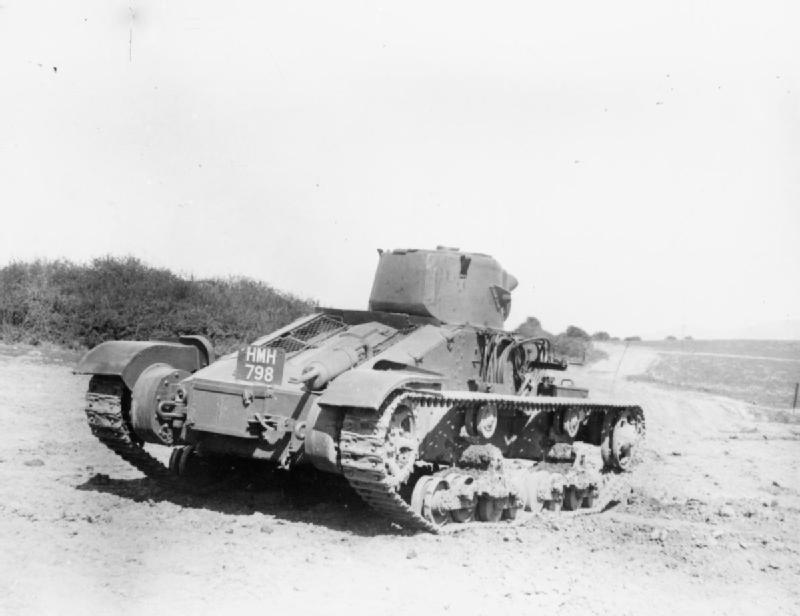
Visuale laterale-posteriore: da notare la fisionomia del treno d'appoggio e gli agganci per i lanciafumogeni al fianco della torretta

Il punto di forza del Matilda risiedeva nelle corazzature fissate mediante rivettatura: la porzione più avanzata dello scafo presentava piastre da 65 mm inclinate a 70°, stesso spessore dell'estrema sovrastruttura che, a protezione del comparto guida, era però verticale; le corazze del resto dello scafo e della sovrastruttura erano invece da 25 mm, rispettivamente inclinate a 75° e 20°. I fianchi verticali del carro contavano su protezioni da 60 mm, visto che l'appoggio delle truppe avrebbe implicato la penetrazione di linee avversarie e quindi il pericolo di attacchi ai lati; il retro dello scafo disponeva di una piastra da 50 mm orizzontale a copertura del vano motore, coadiuvata dalla sovrastruttura che qui era assottigliata a 20 mm e inclinata a 20°. Il fondo dello scafo arrivava a 20 mm a 0° per la metà anteriore e a 10 mm per quella restante; il cielo variava tra i 10 e i 12 mm. Questi dati sono contestati da una fonte che riporta uno spessore di 60 mm sia per il fronte che per il retro del carro, un pavimento omogeneo da 10 mm e lastre da 30 mm sul cielo dello scafo.
La torretta girevole era altrettanto blindata poiché su ogni lato le protezioni verticali misuravano 65 mm (il tetto non eccedeva i 10 mm) e il fatto che venisse fabbricata per colata in stampi la rendeva particolarmente resistente. Essa ospitava la dotazione offensiva di bordo: nella piastra frontale era installata una mitragliatrice Vickers da 7,7 mm raffreddata ad acqua il cui munizionamento oscillava tra i 4.000 e i 4.400 proiettili; l'alzo massimo arrivava a +25° e l'arma poteva essere depressa fino a -15°. Inoltre vennero montati due lanciafumogeni da 102 mm alle fiancate della torretta, utili a fornire una certa copertura supplementare alle unità di fanteria.
Le ristrette dimensioni del veicolo, in specie della torretta, permisero un equipaggio di soli due uomini: il pilota sedeva al centro dello scafo anteriore il cui tetto poteva sollevare e il sistema di sterzatura, freno e frizioni erano stati traslati dal Vickers 6-Ton quale misura di contenimento dei costi. Il comandante, in torretta, era addetto alla mitragliatrice ma per dare ordini all'altro carrista era costretto a scendere nello scafo, operazione che il poco spazio di manovra rendeva difficile, soprattutto nei momenti concitati di battaglia; era obbligato allo stesso spostamento per utilizzare la radio, una wireless No. 9.
Riguardo al peso del Matilda esistono alcune lievi discrepanze tra le fonti, che indicano 11 tonnellate, 11,2 tonnellate e ancora 12,3 tonnellate; combinato con i cingoli, invero non molto larghi, l'ingombro del carro si traduceva in una pressione al suolo di 0,76 kg/cm2 oppure di 0,68 kg/cm2. Con una luce libera (distanza tra fondo dello scafo e terreno) di circa 40 cm, il veicolo era in grado di sormontare ostacoli alti 0,76 metri e di superare un'eguale profondità di guado, mentre la capacità di superamento di fossati arrivava intorno ai 2 metri; il raggio di virata misurava 5,50 metri.

## Varianti e derivati
Una fonte attesta la presenza di motori AEC sui primi esemplari del Matilda I, sebbene non vi siano riscontri negli altri documenti. Riconosciuta invece è la conversione di un singolo veicolo in mezzo sminatore: era dotato di due bracci meccanici collegati da un traliccio poliforme di tondini di ferro (sistema Fowler Counter). Un modello guida venne disegnato e prodotto nel 1937 ma non fu mai costruito in serie.

## Esemplari esistenti
Attualmente alcuni Matilda I sono in mostra al Museo di carri armati a Bovington, in Gran Bretagna: uno di questi, forse usato dal 4º reggimento, venne recuperato agli inizi degli anni novanta dall'area addestramento di Ottrebrun, nel nord-est del paese; è dipinto secondo uno schema mimetico in verde chiaro e scuro, ma sia il motore che la trasmissione sono stati sostituiti durante il processo di restauro. Esposto a partire dal 1993, è perfettamente funzionante e ha partecipato alla "Tankfest" del giugno 2006. Il secondo esemplare appartenne senza ombra di dubbio a quel reparto, poiché i simboli tattici sono ancora visibili. Mimetizzato con una livrea marrone e nera, è stato prodotto nel marzo 1940 e inserito negli articoli di proprietà del museo nel 1949; fu poi riportato in piena efficienza durante gli anni ottanta.
Il terzo Matilda è poco più di un relitto, in quanto venne trasferito dal Poligono per prove di fuoco di Imber, nella piana di Salisbury: posto nella collezione di riserva, manca di tutte le ruote d'appoggio, delle sospensioni e dei cingoli; l'interno è quasi del tutto svuotato e permangono solo alcune componenti meccaniche delle ruote motrici, mentre il portello del pilota e l'intera piastra posteriore non sono presenti. La fiancata sinistra è letteralmente crivellata da decine di fori da proiettile, evidenziati da una tintura rossa; la torretta, girata di circa 180° a sinistra, è parimenti danneggiata e anche qui i fori sono stati colorati di rosso.